# Pułk Św. Jerzego
Pułk Św. Jerzego – jeden z antybolszewickich pułków białoruskich okresu wojny domowej w Rosji. Wchodził w skład armii gen. Stanisława Bułaka-Bałachowicza.
Oddziałem dowodził płk Taałat-Kiełpsz.